# Bremondans
Bremondans é uma comuna francesa na região administrativa de Borgonha-Franco-Condado, no departamento de Doubs. Estende-se por uma área de 7,22 km². Em 2010 a comuna tinha 92 habitantes (densidade: 12,7 hab./km²).